# Ten'ya Yabuno
Ten'ya Yabuno (薮野 てんや?, Yabuno Ten'ya; Tokyo, 19 agosto 1969) è un fumettista giapponese. È noto al pubblico per aver scritto e disegnato i manga della serie Inazuma Eleven. Nel 2010 è stato premiato al trentaquattresimo Kodansha Manga Award per Inazuma Eleven nella categoria "miglior manga per bambini".

## Opere
- Digimon Adventure: V-Tamer 01
- Inazuma Eleven
- Inazuma Eleven Go!